# Vangelo di Bardesane
Il Vangelo di Bardesane è un vangelo gnostico andato perduto, di cui sono giunte solo frammentarie testimonianze indirette tramite citazioni di alcuni Padri della Chiesa (quali Eusebio, Tertulliano, Beda il Venerabile, Policarpo).
L'autore è Bardesane (II-III secolo), gnostico siriaco.
Forse va identificato col canonico Vangelo secondo Luca (in una sua possibile redazione para-marcionita) o col Diatesseron di Taziano il Siro.